# Dytomyia tumifrons
Dytomyia tumifrons är en tvåvingeart som beskrevs av Daniel J. Bickel 1994. Dytomyia tumifrons ingår i släktet Dytomyia och familjen styltflugor. Inga underarter finns listade i Catalogue of Life.